# Operation Chromite (Film)
Operation Chromite (Originaltitel: Incheon Sangnyuk Jakjeon) ist ein südkoreanischer Kriegsfilm aus dem Jahr 2016. Regie führte John H. Lee. Der Film basiert auf der Landung bei Incheon im September 1950. Liam Neeson ist in der Rolle des US-amerikanischen Generals Douglas MacArthur zu sehen. Die weiteren Hauptrollen spielen Lee Jung-jae, Lee Beom-soo und Jin Se-yeon.
Operation Chromite kam am 27. Juli 2016 in die südkoreanischen Kinos und hatte über 7 Millionen Besucher. In Deutschland erschien der Film am 20. Januar 2017 auf Blu-Ray und DVD.

## Handlung
Wenige Monate nachdem die nordkoreanischen Streitkräfte den größten Teil Südkoreas überrannt haben, wird 1950 ein von den USA geführtes UN-Kommando nach Korea entsandt, um den kämpfenden Südkoreanern zu helfen. General Douglas MacArthur entwirft einen Plan, um die Hafenstadt Incheon hinter feindlichen Linien anzugreifen. Die riskante Strategie wird von den Führern der anderen militärischen Streitkräfte abgelehnt. MacArthur sieht sich gezwungen, eine geheime Operation zu entwickeln, um wichtige Informationen aus dem besetzten Incheon zu sammeln.
Dreh- und Angelpunkt dieser streng geheimen Aktion ist Kapitän Jang Hak-soo vom südkoreanischen Marine-Geheimdienst. Sieben Mitglieder der Geheimdienstoperation verkleiden sich als nordkoreanische Inspektionseinheit und infiltrieren die Kommandozentrale der nordkoreanischen Armee in Incheon, die vom Kommandanten Lim Gye-jin, einem Schützling des nordkoreanischen Führers Kim Il-sung, geleitet wird. Der Hafen von Incheon ist für schnelle Strömungen und große Gezeitenstöße berüchtigt. Ihr Hauptziel ist es, die Stellungen der nordkoreanischen Verteidigungsanlagen und die taktischen Merkmale des Hafens zu ermitteln und einen Leuchtturm zu sichern, der für den Erfolg der Landung entscheidend ist.
Lim ist misstrauisch gegenüber Jangs „Inspektion“ und versucht, die Ermittlungen seines Kameraden zu erschweren. Er befiehlt seinen Mitarbeitern, die Neuankömmlinge genau zu überwachen. Das US-Kommando übermittelt MacArthurs Befehl, Navigationskarten zu beschaffen, die die Positionen der Seeminen im Hafen zeigen, und eine Strategie vorzubereiten, die die Koalitionsstreitkräfte bei der Landung eines amphibischen Angriffs in einem engen zweistündigen Fenster zwischen den Gezeiten unterstützt. Als Kontakte innerhalb der südkoreanischen militärischen Geheimdiensteinheit KLO (Korean Liaison Office) Jang warnen, dass die Zeit für den erfolgreichen Abschluss der Mission abläuft, treibt er seine Gruppe zum Äußersten. Währenddessen bereitet MacArthur in Tokio die Operation Chromite vor, eine Invasionstruppe von 75.000 UN-Truppen und über 200 Kriegsschiffen, die möglichst bald von der koreanische Halbinsel aufbrechen sollen.

## Rezeption
Der Film bekam überwiegend negative Kritiken. Insbesondere der ausufernde Patriotismus in dem Film wurde Operation Chromite zur Last gelegt. Shim Sun-ah von Yonhap schreibt von einem „schlampigen Spionagethriller“. Operation Chromite sei zwar unterhaltsam, doch die Figuren seien allesamt zweidimensional. Peter Bradshaw vom Guardian bewertet Liam Neesons Darstellung als lächerlich. Mit dunkler Sonnenbrille und Pfeife enden seine Szenen häufig mit düsteren Blicken.
Justin Lowe vom Hollywood Reporter bespricht den Film hingegen positiv. Regisseur Lee koordiniere die dramatischen Ereignisse in bewundernswerter Weise.